# Conacul urban al lui Inglezi
Conacul urban al lui Inglezi este un monument de arhitectură de însemnătate națională, situat la intersecția străzilor Mihai Eminescu și Veronica Micle din Chișinău. A fost introdus în Registrul monumentelor de istorie și cultură a municipiului Chișinău la inițiativa Academiei de Științe.

## Istoric
Prima atestare documentară a proprietății datează 1841, când M. Mihailov l-a vândut fratelui său Andrei Bilevici Iavorschi. Între 1870–1874 aparținea lui P. G. Tverdohlebov, după care proprietar a devenit nobilul A. D. Inglezi, până în 1889. Acesta a vândut casa, în 1889, nobilei Alexandre Spiridonovna Casso. În 1901, a fost amanetată societății de credite, la acest moment fiind descrisă ca o proprietate care „constă dintr-o casă trainică într-un etaj și jumătate, un corp de casă din piatră, și dependențe. Etajul superior are șapte camere, decorate bogat, cu podele din parchet, sobe din faianță, pereții sunt tapetați, la demisol sun cinci camere, pentru servitori, bucătărie, spălătorie. Toată casa este ocupată de proprietari, și prezintă un conac boieresc decorat bogat, cu tot comfortul.”.
Se presupune că acest conac ar fi fost construit între anii 1874–1875 după un proiect al arhitectului Alexandru Bernardazzi, pentru familia lui A. D. Inglezi. Arhitectura este eclectică în spiritul renașterii venețiene. În 1940, clădirea a fost transferată Școlii normale de fete, situată la colțul cartierului vecin.
În anii '60–'70 ai secolului trecut, clădirea se afla în gestiunea teatrului de operă și balet (acesta din urmă era amplasat în aceeași clădire cu actualul teatru „Luceafărul” până în anul 1980). Aici erau amenajate ateliere de confecționare a costumelor de teatru. În anii 1980, fațada conacului a fost restaurată conform unui proiect elaborat de arhitectul Viktor Rudenko. În prezent, clădirea aparține teatrului „Luceafărul”, care a dat-o în arendă unui agent economic pe o perioadă de 29 de ani.

## Descriere
Clădirea este situată la colțul cartierului, ridicată pe un plan rectangular, cu fațadele aliniate la străzile Mihai Eminescu și Veronica Micle. Demisolul este înalt. Camerele sunt grupate perimetral pereților, de ambele părți ale culoarului central, prin care are loc intrarea secundară în casă din direcția curții interioare. Etajul superior este alcătuit din șapte camere luxoase, iar cel inferior din odăile pentru servitori, bucătărie și încăperi de gospodărie.
Tenciuala fațadelor este netedă, cu excepția detaliilor decorate în jurul geamurilor și a demisolului, căptușit cu piatră tăiată.
Fațada principală este orientată spre strada Mihai Eminescu și care include intrarea principală. Compoziția este simetrică, alcătuită din șapte axe, în șase dintre care sunt amplasate ferestre, iar în acea centrală intrarea de onoare. Ferestrele sunt rectangulare, cu ancadramente în arc ogival, conturate cu o arhivoltă din muluri, cu timpanul opac. Reliefurile care completează ferestrele sunt dominate de motive orientale: lanțul selgiuc, ciubuce în torsadă, arcaturi ogivale, discuri. Ferestrele sunt aliniate vertical cu ferestrele de aerisire a podului, de aceeași lățime și în stil similar, precum și cu ferestrele demisolului. Accentul compozițional este pus pe intrare, care reprezintă un portal cu aspect oriental de aivan rectangular cu două ferestre laterale, mărginite de colonete elegante, care se repetă și la portal. Holul intrării este iluminată de o fereastră laterală, iar urcarea la nivelul parterului se efectuează prin trepte exterioare.
Fațada laterală are o compoziție simetrică, alcătuită din patru axe, toate conținând ferestre. Cornișa casei este proeminentă, din muluri, cu o friză netedă, susținută la colțuri de lesene.

## Restaurare
În anul 2014, agentul economic care arendează clădirea a demarat lucrări de restaurare a monumentului. Cu scopul de a restabili aspectul conferit de Bernardazzi, agentul economic dorește să inaugureze în clădire un restaurant sau cafenea. Proiectul este avizat de Ministerul Culturii.

## Galerie de imagini

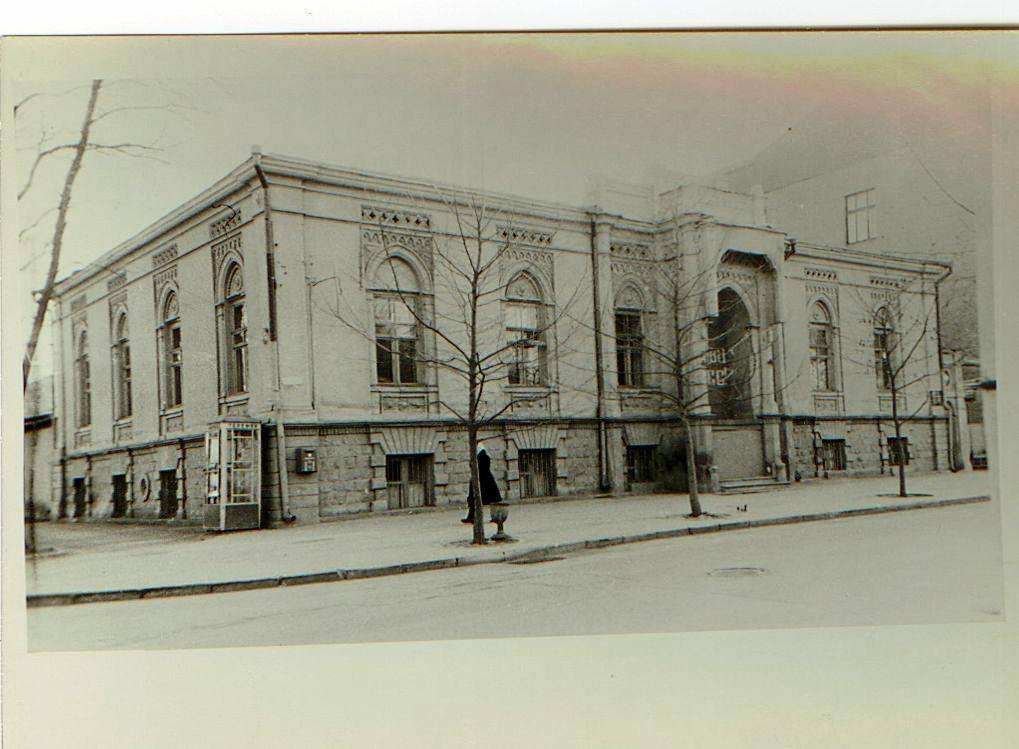
Conacul în anii 1970
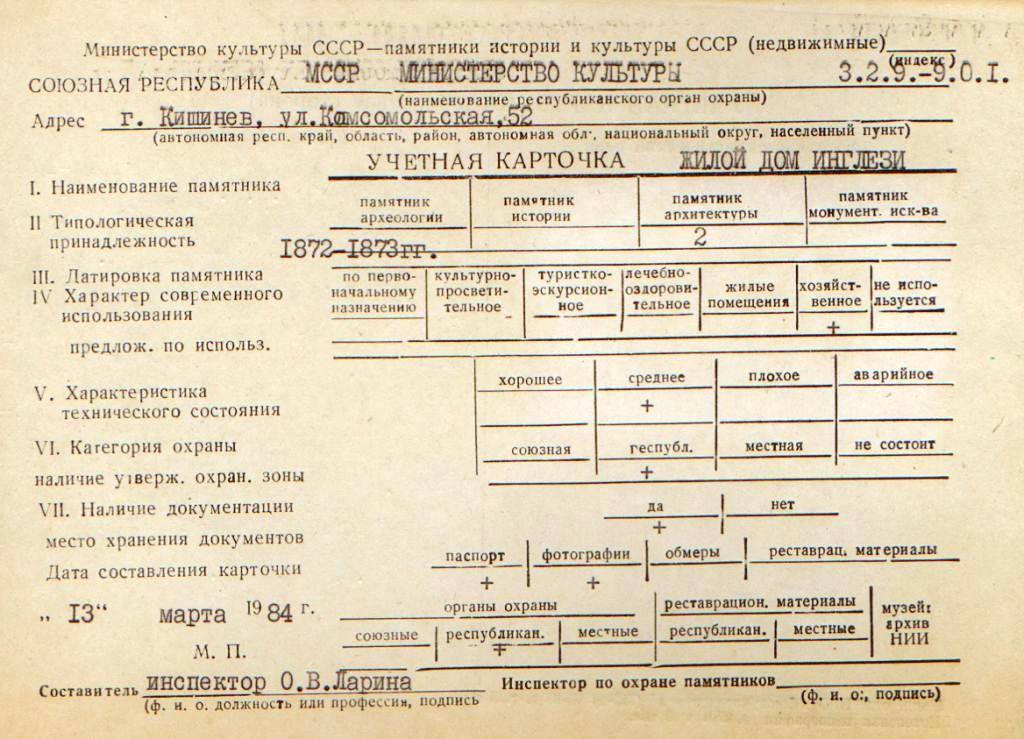
Fișa de înregistrare a clădirii
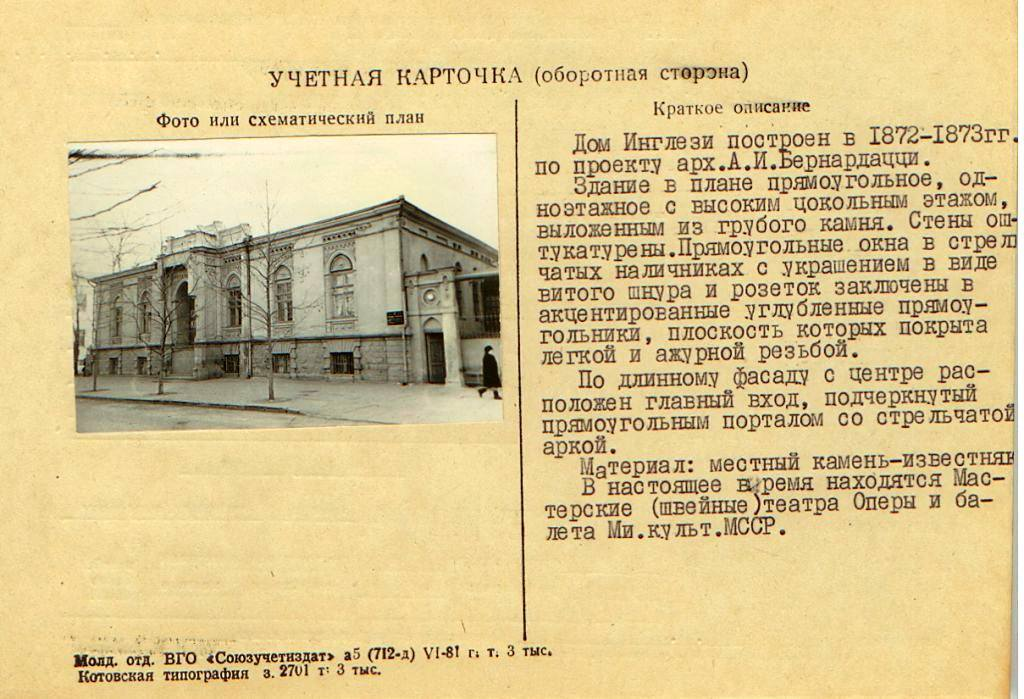
Fișa de înregistrare a clădirii (revers)
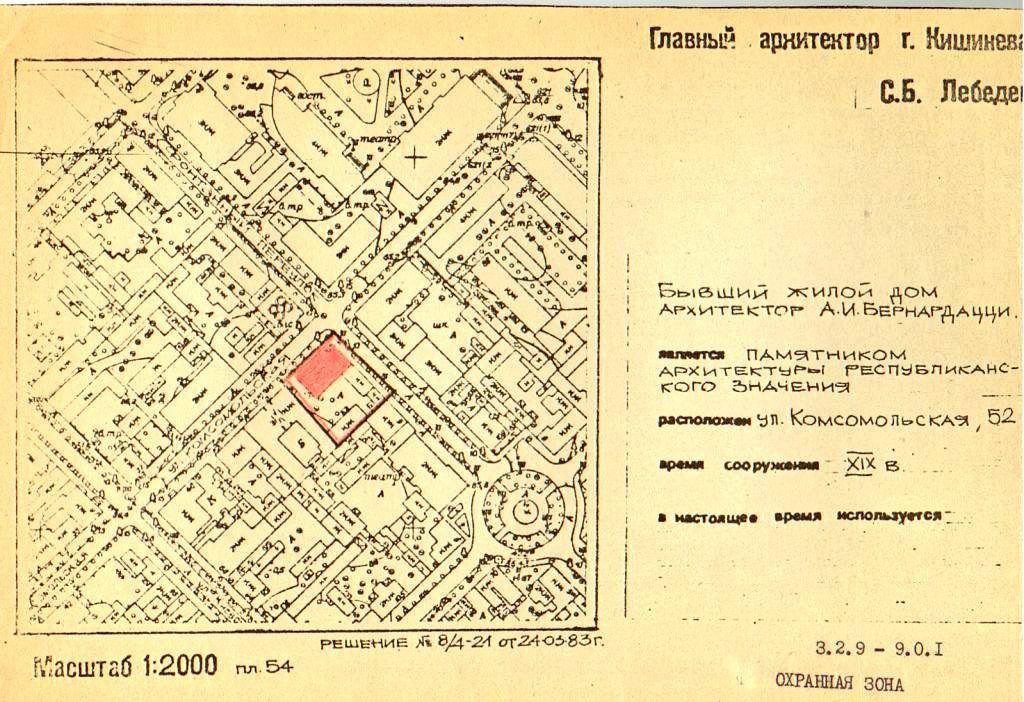
Plan topografic
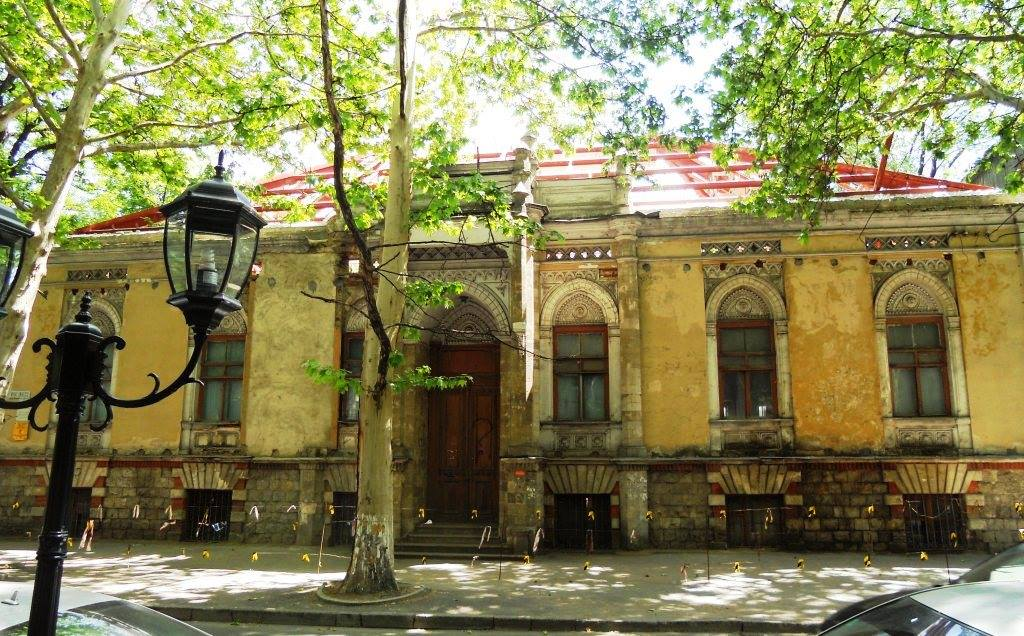
Situația clădirii în 2014, înainte de restaurare
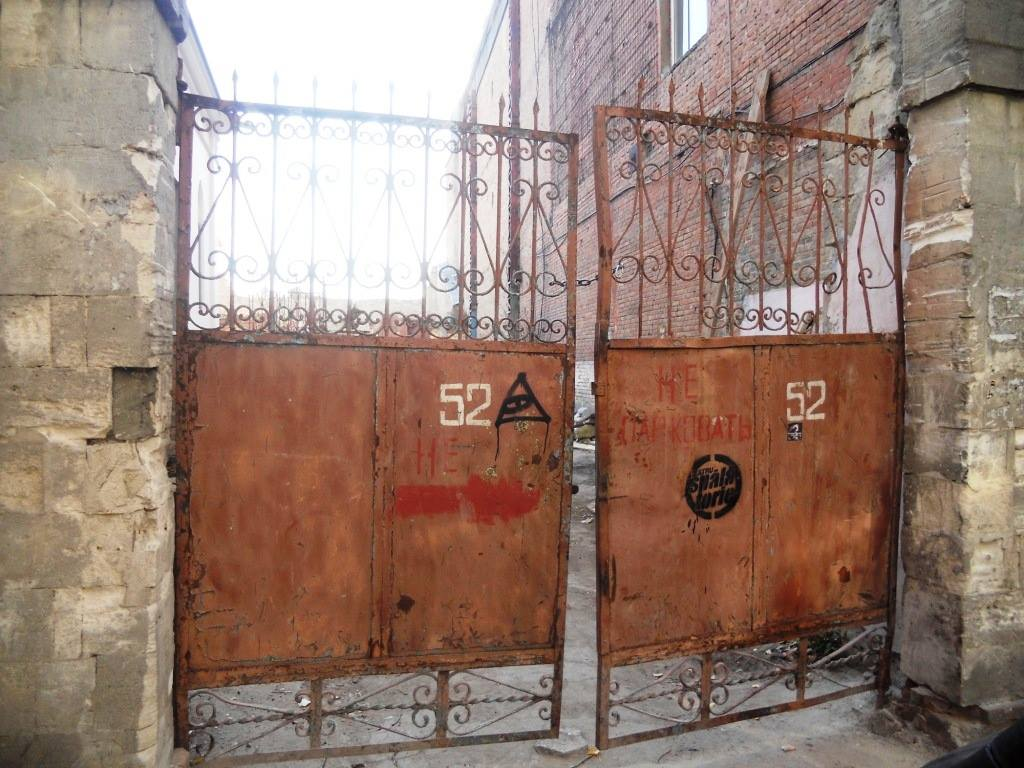
Poarta de acces în curte
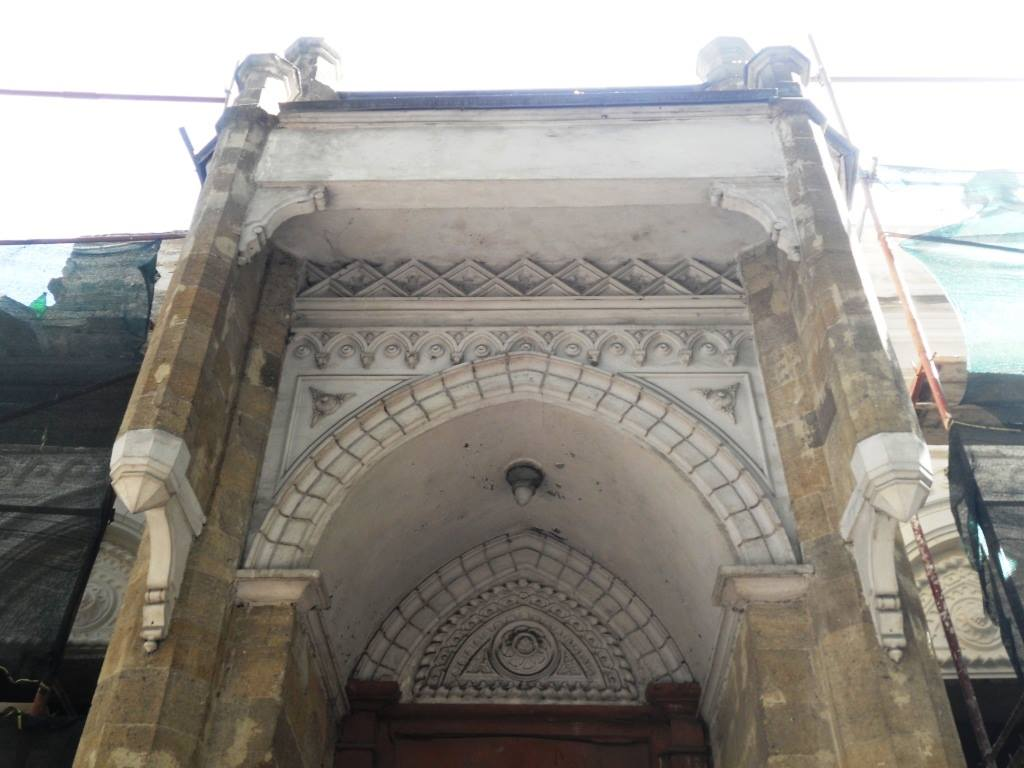
Portalul parțial renovat
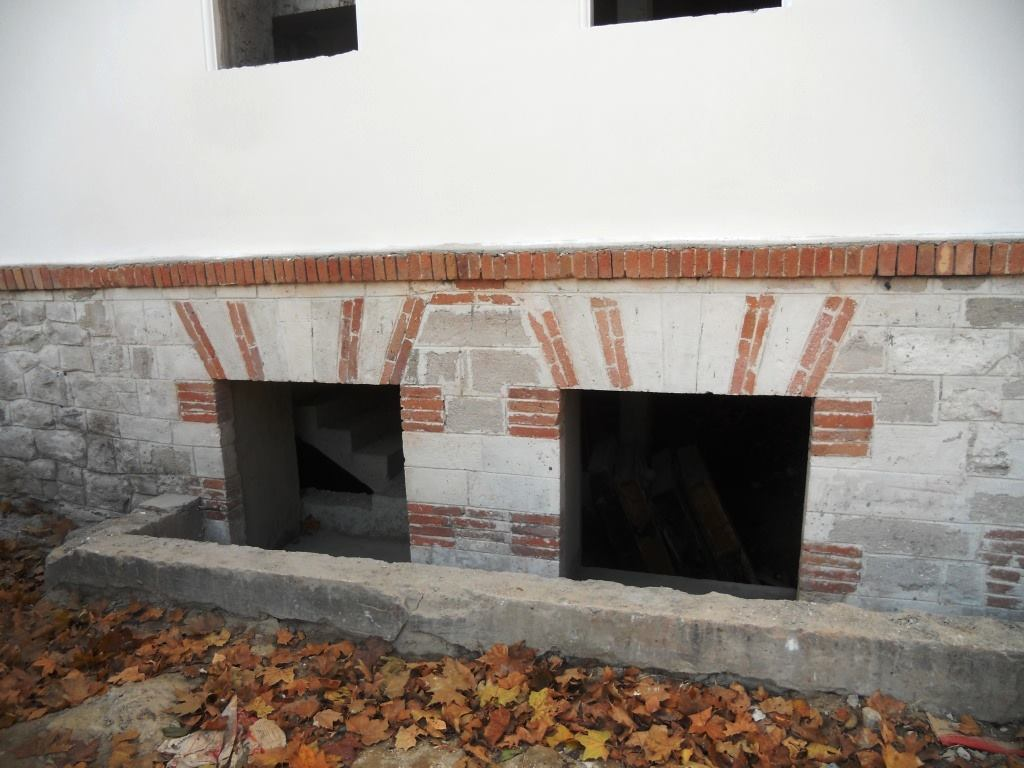
Ferestrele demisolului, renovate parțial
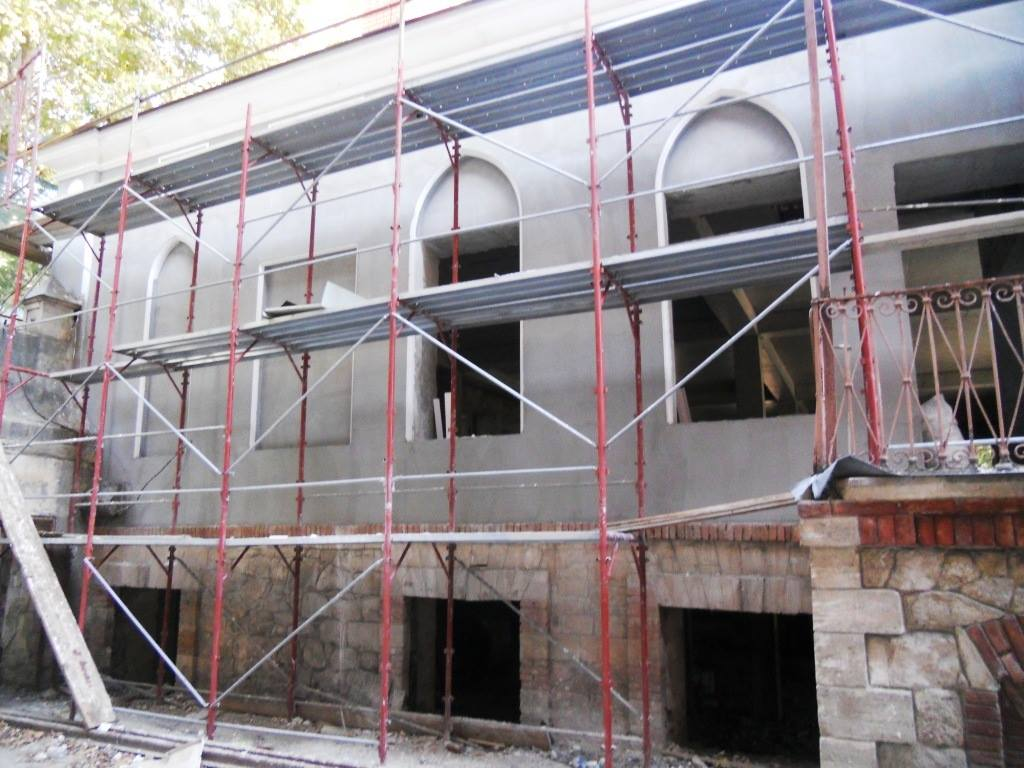
Șantier de lucru, 2015